# Kulur (Lubuk Besar)
Kulur is een bestuurslaag in het regentschap Bangka Tengah van de provincie Bangka-Belitung, Indonesië. Kulur telt 2401 inwoners (volkstelling 2010).